# Yassine Aghaous
Yassine Aghaous, né le 9 août 1986, est un coureur cycliste marocain.

## Palmarès

### Championnats d'Afrique
- Casablanca 2016
  -  Champion d'Afrique de vitesse individuelle
  -  Champion d'Afrique de vitesse par équipes (avec Mohamed Ennasiry et Mehdi Belfares)
  -  Médaillé de bronze du kilomètre